# L-méthionine (R)-S-oxyde réductase
La L-méthionine (R)-S-oxyde réductase est une oxydoréductase qui catalyse la réaction :
L-méthionine (R)-sulfoxyde + thiorédoxine réduite  {\displaystyle \rightleftharpoons }  L-méthionine + thiorédoxine oxydée + H2O.
Cette enzyme ne réagit pas avec les résidus de méthionine sulfoxyde liés à un peptide, contrairement à la peptide-méthionine (R)-S-oxyde réductase. La L-méthionine (S)-sulfoxyde n'est pas non plus un substrat de cette enzyme, contrairement à la L-méthionine (S)-S-oxyde réductase.